# Mrkonjić Grad
Mrkonjić Grad (szerbül: Мркоњић Град, régi nevén Varcar Vakuf ) város és községközpont Bosznia-Hercegovinában, Bosanska krajina területén, a Szerb Köztársaságban.

## Fekvése
Bosznia-Hercegovina közép-nyugati részén, Banja Lukától légvonalban 42, közúton 65 km-re dél-délnyugatra fekszik. A község területe 68 455 hektárnyi területet foglal magában, és átlagosan 591 méter tengerszint feletti magasságban fekszik. Ma mintegy 16 000 lakos él itt, akik között a szerbek alkotják az abszolút többséget. A település domborzati kialakításának alapvető jellemzője a hangsúlyos domborzat, mivel a legnagyobb része a domb- és hegyvidéki területhez tartozik. Mrkonjić Gradot ugyanis minden oldalról hegyek a Lisina, a Dimitor, a Čemernica, a Manjača és az Ovčara-hegységek veszik körül. Mérsékelt kontinentális éghajlat jellemzi, az éves középhőmérséklet 9 °C. Az úthálózat autópályákból és regionális utakból áll, amelyeket helyi utak hálózata egészít ki. Mrkonjić Grad a régió legjobb minőségű kaszáiról is ismert – innen, a „varcarka” (kasza) szóból ered a település régi neve.

## Népessége
A legrégebbi fennmaradt feljegyzések szerint ezt a területet eredetileg Varcarevo és Maidan lakói (katolikusok és muszlimok) lakták. A 17. és 18. században, a Nyugat-Balkán nagy népvándorlásának idejében azonban jelentősen megváltozott a népesség szerkezete. A katolikus lakosság Nyugat-Boszniából, a Dalmát Zagorából és a szerb ortodox lakosságú Likából, Kelet-Hercegovinából, Montenegróból, valamint a Glamock és Grahov területekről vándorolt ide.
Az 1991-es hivatalos népszámlálás szerint Mrkonjić Grad községnek, 38 településen 27 395 lakosa volt. Magának a városnak 11 225 lakosa volt, vagyis az összlétszám 40,97%-a. A települések egy részét később a daytoni békeszerződés értelmében a föderációhoz tartozó Jajca községhez csatolták.

### A község népessége
| Nemzetiségi csoport | Népesség 1991 | Népesség 2013 |
| ------------------- | ------------- | ------------- |
| Szerb               | 21057         | 16050         |
| Bosnyák             | 3272          | 375           |
| Horvát              | 2139          | 159           |
| Jugoszláv           | 593           | 12            |
| Egyéb               | 334           | 75            |
| Összesen            | 27395         | 16671         |

### A település népessége
| Nemzetiségi csoport | Népesség 1991 | Népesség 2013 |
| ------------------- | ------------- | ------------- |
| Szerb               | 5945          | 7130          |
| Bosnyák             | 1450          | 115           |
| Horvát              | 454           | 52            |
| Jugoszláv           | 470           | 8             |
| Egyéb               | 103           | 66            |
| Összesen            | 8422          | 7371          |

## Története

### Az alapítás előtt
Rengeteg nyom tanúskodik arról, hogy - elsősorban a réz- és vasércbányászatnak köszönhetően - az ember már 2500 évvel ezelőtt megtelepedett itt. Az illírek idejében a maezaei törzs élt itt, melynek szomszédságában a dalmaták és a daesitiaták éltek. Jelenlétükről tanúskodnak az illír kerámiák maradványai (a Kurbasan-kő alatt, a Suljinovac-forrás közelében) és számos, a bronzkor végén épített erődítmény. 

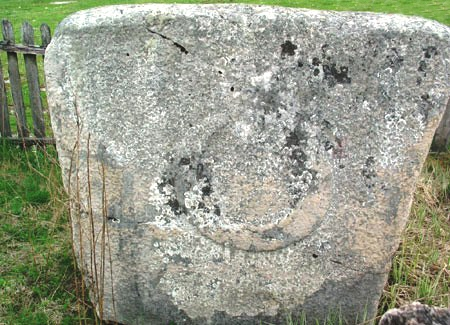
Középkori stećak Dolnje Baljvine temetőjében

 A Római Birodalom idején itt haladt át a Dalmáciát Pannóniával összekötő fontos út. Mlinište mellől indult Bočacig, majd a Vrbas folyó mentén haladt tovább észak felé. Számos más fontos út vezetett innen Kotorba, Šipovóba, Jezeróba stb. Tekintettel a régió forgalmi és bányászati jelentőségére már a római kor előtt, az ókorban települések és az azokat összekötő utak együttese jött létre itt. A régészeti kutatások eredményei szerint ezen utak találkozása és kereszteződése Leusaba (a középkori Varcarevo) település volt, amely valahol a Grabež alatt található Vrćenac forrása táján feküdt. A település nyomait és részeit Stari Selo (római oltár), Bjelajac (feliratos sírkő), Maidan (ókori bazilika), Pecka (római erőd), Trijebovo (Medusa bronzfeje) és hasonló helyeken fedezték fel.
A középkorban ez a terület a Donji Kraj-i plébánia része volt, és a Stipanić-Hrvatinić hűbéres családokhoz tartozott. A község területén 29 temető és 500-600 megtalált stećak (sírkő) tanúskodik erről az időszakról, amelyek szétszórtan találhatók a községben. A Baljvina, Šehovci, Gustovar és Liskovica településeken található stećakok különösen szépek (építészeti és művészeti szempontból). Mrkonjić községben három helyen ma is három középkori erőd maradványai találhatók: Sokol vára a Sokočnica folyó szurdoka fölött, amelyet I. Tvrtko bosnyák király 1366-ban Vuk Hrvatinićnek adományozott, Prizrenac (vagy Prizren), amely magasan a Szana folyó szurdokának jobb oldalán található, kilátással Ključ és Mlinište felé, és a Vrbas (Orbász) folyó szurdoka feletti Bočac, mint a Vrba védelmi rendszer egyik legfontosabb erődítménye (először 1446-ban említik).

### Az oszmán uralom alatt
A mai Mrkonjić Grad települést 1593-ban alapították, amikor a közeli Kotlinból származó Kizlar aga Đukanović (népszerű nevén Krzlar aga) megalapította itt vakufját (birtokadomány). Krzlar aga mecsetet, 24 üzletet, 20 musafirhanát (panziót), hammamot, pékséget, iskolát és vízellátó rendszert épített, amelyhez a Lisine hegyről hozták a vizet. A híres török utazási író, Evlija Çelebi 1660-ban említi feljegyzéseiben a várost, és azt állítja, hogy Stojan Janković hívei felgyújtották. A hely később a Jenidže Jajce (Új Jajca) nevet kapta. Ezután Varcarev Vakufnak, majd Varcar Vakufnak nevezték el. A városi tanácsosok, különösen a szerbek, a város nevének megváltoztatását követelték. Ezt minden katolikus és muszlim városi tanácsos - kivéve Cerát, egy kávézó és egy kocsma tulajdonosát a bazárban - határozottan ellenezte. Végül 1925. március 1-jén a nevet, I. Péter szerb király emlékére, aki Petar Mrkonjićként vett részt az 1875-ös boszniai-hercegovinai felkelésben, Mrkonjić Gradra változtatták. Ugyanebben az évben, 1925-ben szentelték fel a városban a néhai I. (Felszabadító) Péter király emlékművét.

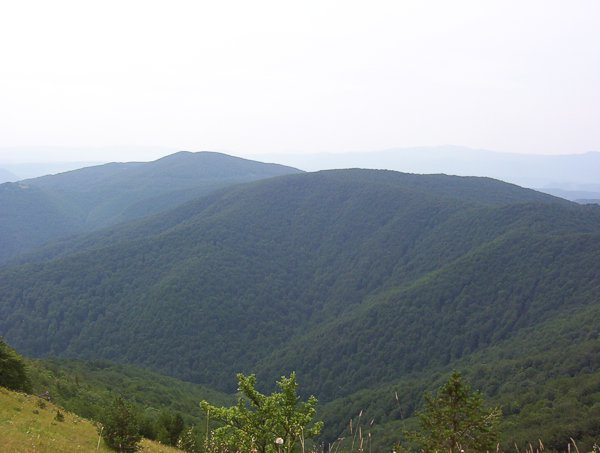
A Lisina-hegység a város határában

1849-től 1851-ig Varcarban szolgált Ivan Franjo Jukić szerzetes (1818-1857). Itt alapította, majd vezette az első világi iskolát, és elindította az első bosnyák irodalmi folyóiratot, a „Bosanski prijatli”-t. Valamivel későbbi időszakból jegyeztek fel egy 1883. szeptember 3-án történt nagy tüzet, amikor 98 ház, 120 üzlet, egy ortodox templom és egy katolikus kápolna égett le. Egy másik tűzvész Rika településen történt 1925-ben. Az 1875-ös és 1878-as népfelkelések, valamint az első és a második világháború rányomta bélyegét a helyi lakosságra. A felkelésekben jelentős számú lakos vett részt, különösen a Medljan körzetből. Erről ír Eugen Kumičić író is „Fegyverben” („Под пушком“) című prózájában.

### A második világháború
A második világháborúban a nemzeti felszabadító háború (NOB) idejében a község területéről a 7. krajnai brigád keretein belül nagy számban vettek részt olyan helyi lakosok, akiket nemzeti hőssé nyilvánítottak. A partizánok először 1941. augusztus 28-án szabadították fel Mrkonjić Gradot, de csak néhány napig tartották ellenőrzésük alatt. A második világháború alatt a várost 39 alkalommal szabadították fel a partizánegységek, ami egyedülálló az egész volt Jugoszláviában. 1943. november 25-én a város adott otthont a Bosznia-Hercegovinai Népi Felszabadítás Nemzeti Antifasiszta Tanácsa (ZAVNOBiH) első ülésének. Múzeumként ma is áll az a ház, ahol az üléseket tartották.

### A boszniai háború
Mrkonjić Gradot a boszniai háború alatt többször is ágyúzták, mely során szerb civileket öltek meg. A várostól nem messze 1995. június 2-án a Szerb Köztársaság Hadseregének (VRS) tagjai lelőttek egy NATO-gépet, pilótáját hat nappal később amerikai tengerészgyalogosok mentették ki. Ezt az esetet Mrkonjić Grad-i incidensként ismerik. 1995. szeptember 13-án Donji Vakuf melletti Oborciban 24 muszlimot és 4 horvátot lőttek le ismeretlenek. Ez a VRS első krajnai hadtestének felelősségi körzetében történt, de nem bizonyított, hogy ki volt a közvetlen elkövető.
Magában a városban és a környéken a Déli Mozdulat hadműveletig nem voltak harcok. 1995. október 10-én a Horvát Hadsereg (HV) és a Horvát Védelmi Tanács (HVO) csapatai elfoglalták Mrkonjić Gradot. Majdnem a teljes lakosság Banja Luka felé vette az irányt. Az itt maradt személyeket többnyire megölték, és az ortodox temetőben lévő tömegsírba temették el. Ebből a sírból később 181 holttestet emeltek ki ebből 42 civil volt, 136 a Boszniai Szerb Köztársaság hadseregének tagja, 3 fő pedig szerb állampolgárságú rendőr volt. Az egész község területén összesen 364 áldozatot jegyeztek fel, ebből 210 a község területéről származott. 1995 őszén-telén és 1996 elején az ipar és általában a gazdaság jelentős része tönkrement. A Háborús károk Felmérésével foglalkozó Városi Bizottság szerint 3644 ház és 700 lakás pusztult el, további 6017 lakóépület pedig megsérült.
A daytoni békeszerződés aláírása után 1996. február 4-én Mrkonjić Grad visszakerült a boszniai Szerb Köztársasághoz. Azóta ezt a dátumot a helyi önkormányzat napjaként ünneplik.

## Gazdaság

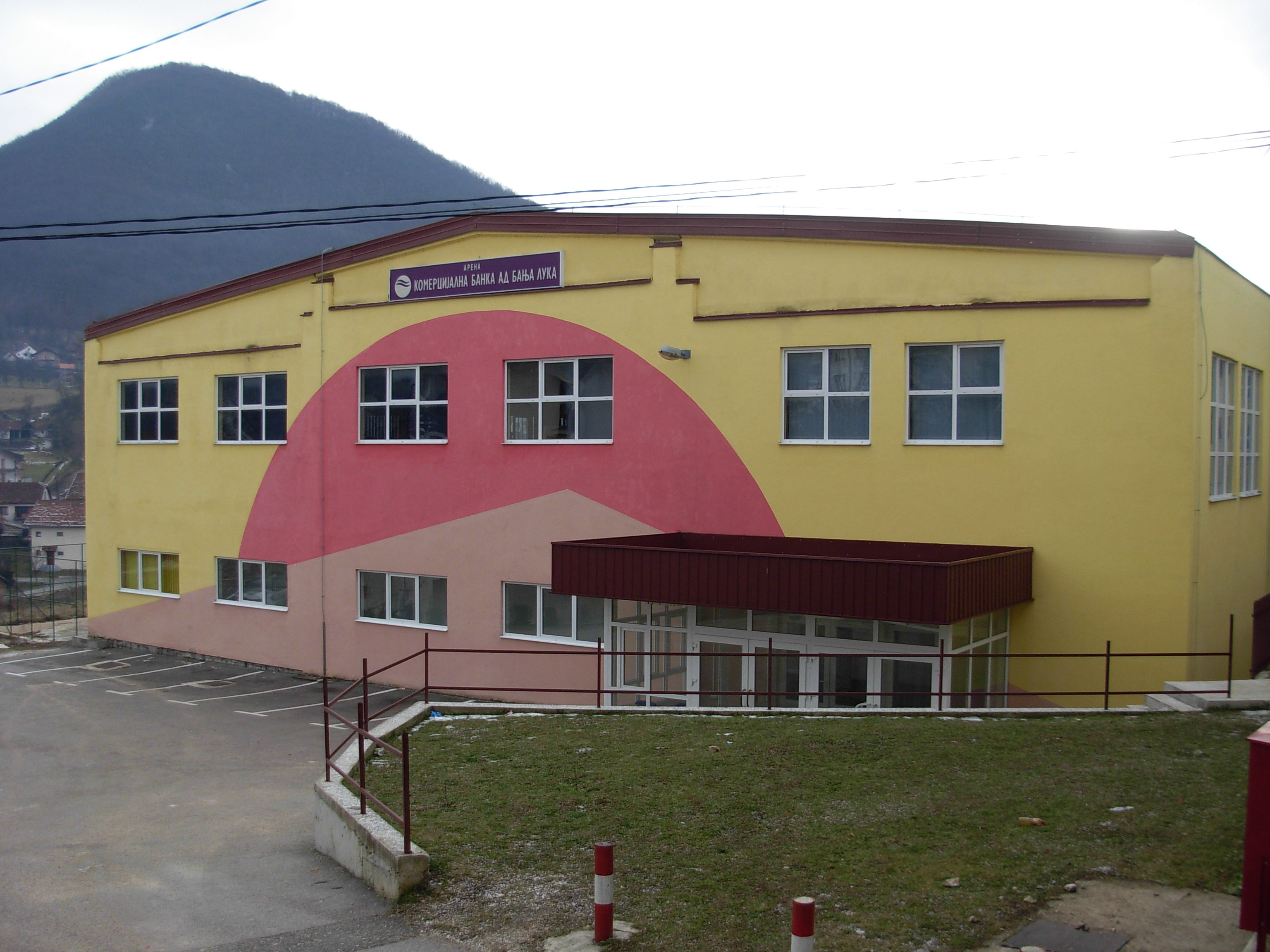
A Városi Sportcsarnok

Ezeken a területeken hosszú és régi hagyománya van a kovácsmesterségnek, amely egészen a középkorig nyúlik vissza. Az osztrák-magyar korból megőrzött adatok szerint Mrkonjić Gradban évente 8000 kasza, 15000 kés, 20000 edény és jelentős számú egyéb tárgy készült.  A kosárfonás az első világháború után jelentősen visszaesett. A fémkovácsolás művészetét sok család nemzedékről nemzedékre adta tovább. Különféle cikkeket gyártottak a háztartás szükségleteire, de a leghíresebbek a „varcarka” nevű kaszák voltak. A kasza minősége és élettartama edzésük technológiájától függ, mely évszázadok óta szigorúan őrzött titok. Gyártásukhoz leggyakrabban „mazija” nevű acélt használtak, amelyet az osztrák Linz város „Franz Mayer” vasművéből importáltak. Mrkonjić Gradban még ma is több kovácsműhely működik.
A Szerb Köztársaság gazdasági-közigazgatási felosztásában Mrkonjić Grad község a Banja Luka-i régióhoz tartozik. Más gazdasági régiókhoz képest Banja Luka a legnagyobb és gazdaságilag legfejlettebb területe a köztársaságnak, népesség tekintetében pedig magas fokú urbanizáció és iparosodás jellemzi. Történetének első munkásszervezete 1947-ben jött létre, amikor kézművesek (kovácsok, esztergák és asztalosok) közös műhelyt alapítottak. Ebből a kis kombinált műhelyből 1973-ra egy csavargyár alakult ki, amely a maga nemében az egyik legmodernebb volt az országban. Körülbelül 400 munkást foglalkoztatott, és a Zenica Bányászati és Kohászati Kombinát részeként működött.

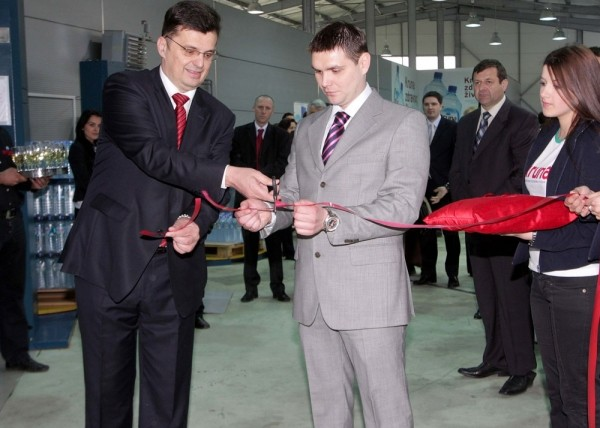
A Voda Kruna ásványvízüzem avatója

Ezen kívül számos egyéb vállalkozás is működött: „Lisina”, „Manjača”, „Udarnik”, „Mladost”, „Zadružna trgovina”, „Krajina”, „Park”, „Mrkonjić putevi”, HPP „Bočac” és mások. Többségük ma is kisebb méretekben működik, de túlnyomórészt magánjellegű. A „Voda Kruna” ásványvízüzem 2008. március 19-én nyílt meg. A víz az "Orlov Kamen" forrásból származik, amely a Lisina-hegyen található, 870 méteres magasságban. A teljes beruházás 10 millió konvertibilis márkát ért, és Mrkonjić önkormányzatának egyik legnagyobb beruházása volt a háború utáni időszakban.
A lakosság több mint fele mezőgazdasággal, állattenyésztéssel, gyümölcstermesztéssel és baromfitenyésztéssel foglalkozik. A szakképzett munkaerő erőteljes migrációs mozgása az ország más részeibe és külföldre leginkább a vidéki területeken érezhető.
A község területén mintegy 24 ezer hektár szántó található, melynek nagy része 700 méteres tengerszint feletti magasságig terül el. A mezőgazdasági terület az összterület 54%-át foglalja el, a szántóterületek 80%-a egyéni mezőgazdasági termelők tulajdonában van. Szinte mindenféle kalászos megterem rajta, leginkább a búzát, a kukoricát és az árpát termesztik. A 700 méter feletti tengerszint magasság feletti területeken a lakosság főként állattenyésztéssel és azon mezőgazdasági növények termesztésével foglalkozik, amelyek az adott magasságban megteremnek. Az állami és magántulajdonban lévő erdők nagyon fontos természeti erőforrást képviselnek. A település teljes területének (30 139 hektár) 44%-át fedik le. Mrkonjić Grad területe számos érc- és ásványkincs számára különleges, de nagyon alacsony kihasználtsággal. Az ásványkincsekből a bauxitot, a kvarcot, a bentonitot és a márványt hasznosítják.

## Oktatás
Mrkonjić Grad község első iskoláját (és Bosznia-Hercegovina egyik legrégebbi iskoláját) 1857-ben alapították Gerzovo faluban. Az iskola megnyitására Abdul Mejid török szultán adott engedélyt, amelyről van egy írásos dokumentum - egy ferman is, amelyet a gerzovói templomban őriznek. Ez a kulturális és történelmi műemlék nagymértékben megsérült az 1995-ös háborúban.

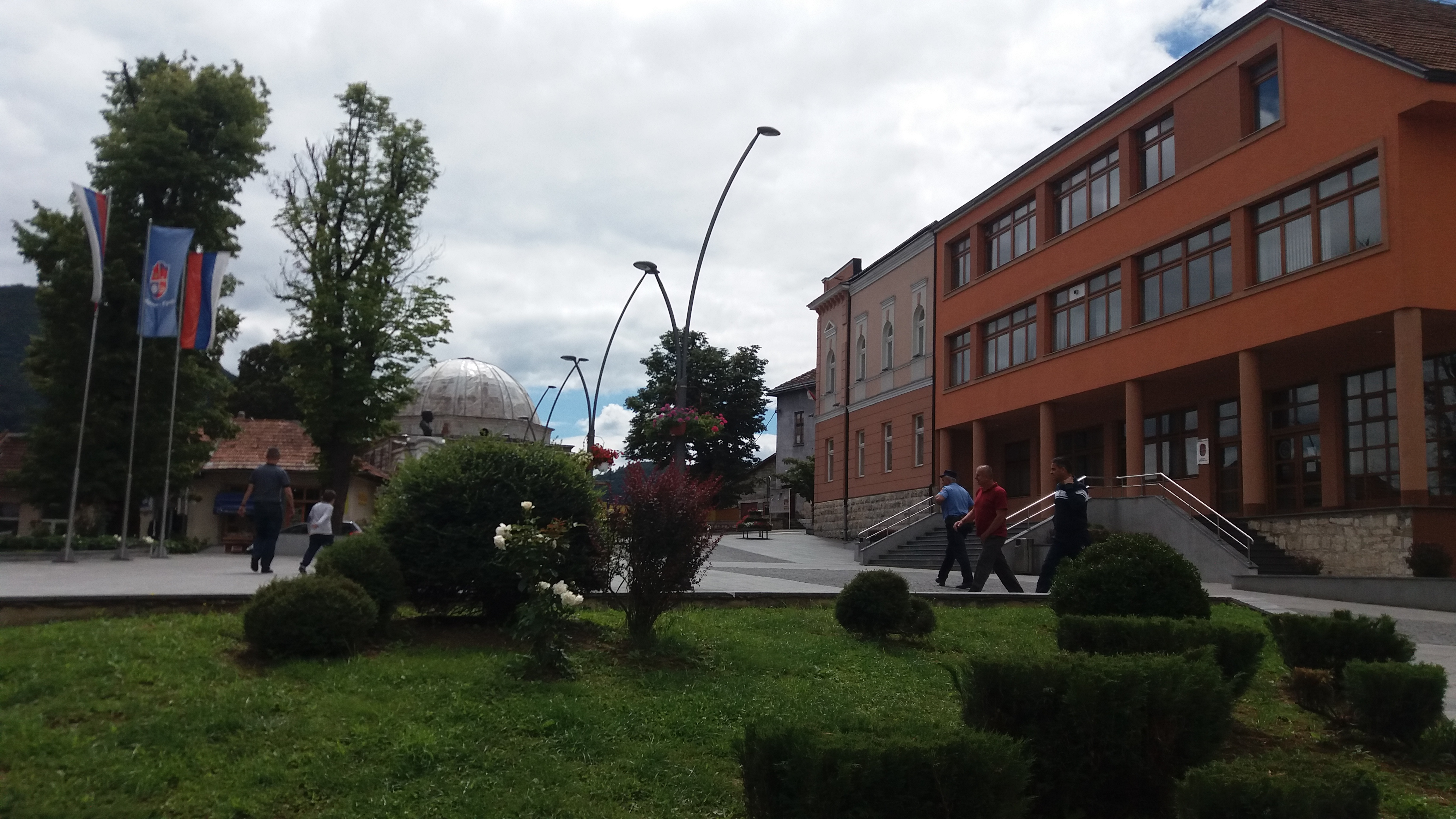
Mrkonjić Grad főtere a községi önkormányzat épületével

Az 1885-ös osztrák-magyar népszámlálás szerint csak két tanár dolgozott Mrkonjić Grad községben, egyikük Gerzovóban, a másik az akkori Varcar Vakufban.
1947-ben megalakult a „Nemzeti Egyetem”, melynek tevékenysége a község területén a kulturális élet javításához kapcsolódott. 1990-ig működött, amikor a „Petar Kočić” Kulturális-Információs-Oktatási Központ vette át szerepét.
Ma négy központi általános iskola és tizennégy körzeti iskola működik a község területén, ahol közel 2000 diák jár az órákra. A „Petar Kočić” általános iskola regionális iskolái: Oćune, Majdan és Kopljevići, az „Ivan Goran Kovačić” általános iskola regionális iskolái Šehovci és Surjan, A „Vuk Karadžić” általános iskola regionális iskolái Podrašnicán, Podbrdoban, Graciban, Orahovljaniban, Mednában és Gerzovoban, valamint a bjelajcei "Branko Ćopić" általános iskola területi iskolái Baljvinában, Magaljdolban és Gustovarban működnek.
Két középiskola is van Mrkonjić Gradban: a Gimnázium (alapítva 1961-ben) és a Középiskolai Központ, korábban gépészeti iskola.

## Kultúra

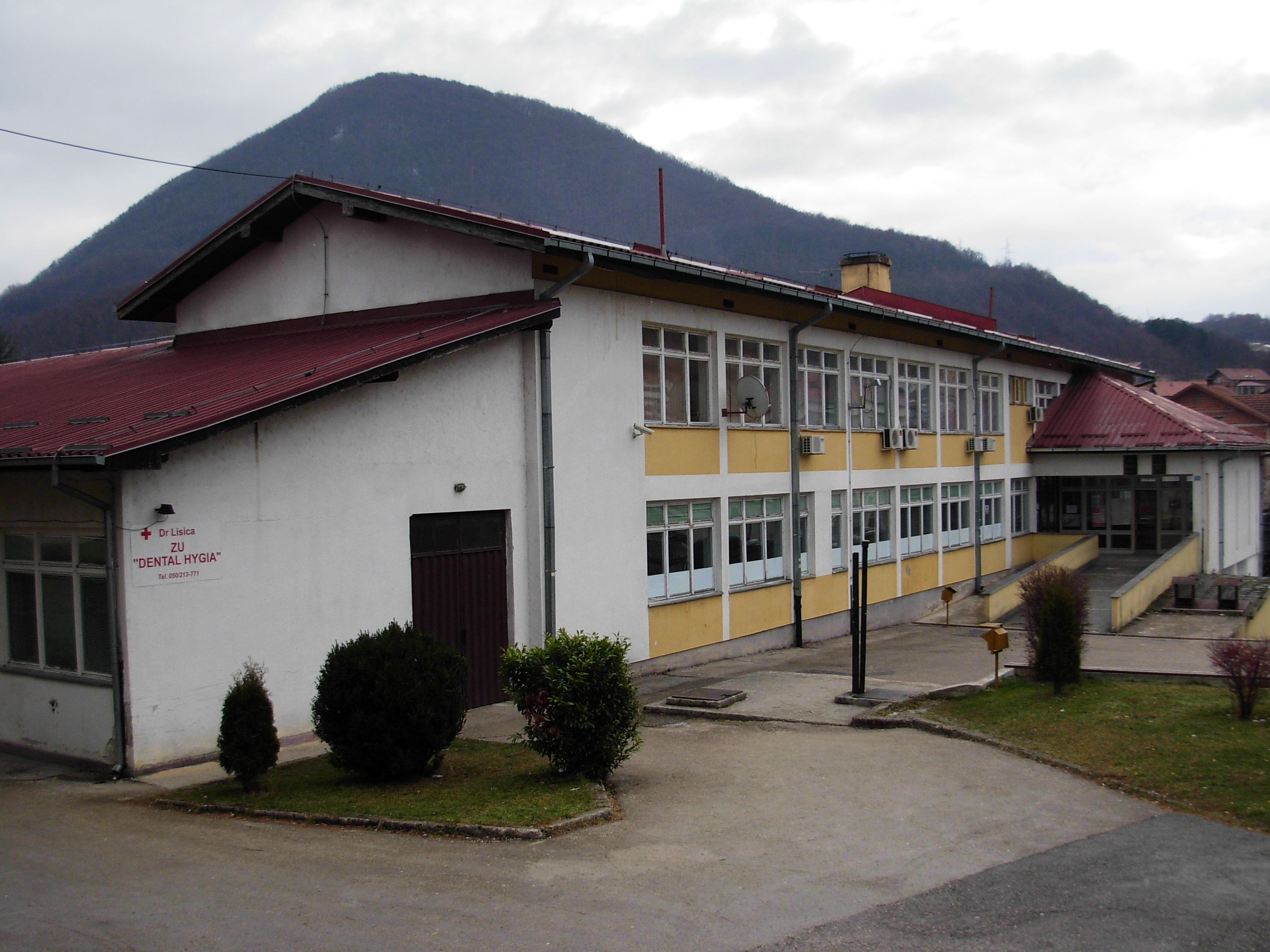
A Középiskolai Központ épülete

A „Nikolajević” szerb-ortodox egyházi énekegylet 1900. február 9-én alakult, első elnöke Jovan Pećanac volt. A társaság ápolta az ortodox egyházi énekeket, tanított világi jellegű énekeket, prédikációkat és humanitárius jellegű mulatságokat szervezett.
A könyvtár a „Nikolajević” énekegylet részeként jött létre 1900-ban. Az első önálló mezőgazdasági könyvtár és olvasóterem „Sreski gyümölcsfaiskola” néven 1940-ben alakult, majd a „Đuro Pucar Stari” Nemzeti Egyetem része lett. 1973-ban, a ZAVNOBiH-ház felépítése után költöztették a jelenlegi helyiségbe. 1995 őszén felgyújtották és megsemmisült, de a későbbi időszakban fokozatosan újjáépítették.
A település területén az első kulturális és művészeti társaság „Jedinstvo” néven jött létre. Négy szekció (kórus, dráma, zene és folklór) működött védnöksége alatt. 1992 óta a KUD „Petar Mrkonjić” nevet viseli, és ugyanazok a szekciók működnek benne.
A „Petar Kočić” kulturális központ színházi és mozielőadásokat, koncerteket, nyilvános előadásokat, szemináriumokat, tanfolyamokat, különféle tartalmú kiállításokat, irodalmi esteket, könyvakciókat stb. szervez.
Kulturális rendezvények szervezésében részt vesznek még: a JU Nemzeti Könyvtár, a „Művészi Lelkek Klubja” Polgári Egyesület, a KUD „Petar I Karađorđević Mrkonjić” Kulturális és Művészeti Egyesület, az Önkormányzat Kulturális Bizottsága, a Svetosavska Ifjúsági Közösség, a „Centar” Ifjúsági Szervezet, Mrkonjić Grad Városi Színház, Gombaszedők és Természetbarátok Egyesülete, az „Ivan Goran Kovačić” Általános Iskola, a „Petar Kočić” Általános Iskola, valamint a Középiskolai Központ.

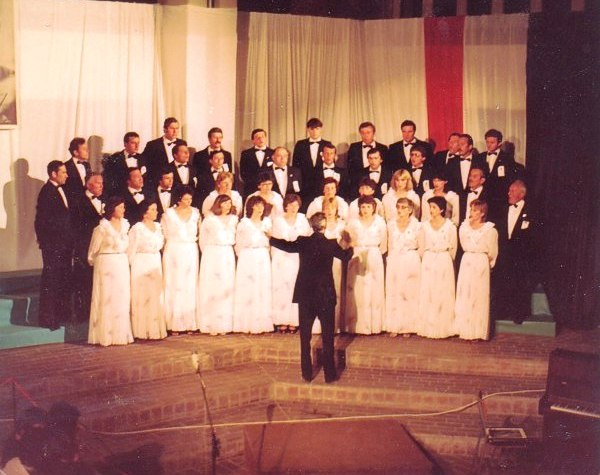
A KUD Jedinstvo kórusa 1983-ban

2008. február 27-én nyitották meg a felújított Művelődési Házat (az egykori ZAVNOBiH-ház), amely a település kulturális rendezvényeinek központja.
A község területéről származó szerb népviselet egy kifejezetten hegyi viselet, melynek alaprészei durva kender és vászon szövetből, felső részei vastag gyapjúszövetből készültek. Ennek a viseletnek a fő jellemzője minden részének gazdag díszítése, amely hímzéssel, szövéssel és kötéssel készítenek. A férfi ing egy darabból van kivágva, formája a dalmát tunikának felel meg. A 20. század elejéig elterjedt városi viseletben nemzetiségtől függetlenül erős keleti hatás figyelhető meg. Ezek közül is kitűnnek a muszlim nők ruhái, amelyeket a házból való kilépéshez használtak.
A Balkán Turisztikai Központban minden nyáron hagyományosan megrendezik a „Dani kosidbe – Memorialan Lazar Laketa” nevű rendezvényt. A rendezvény központi része a hazai és külföldi kaszások versenye (kaszálási sebesség, levágott széna mennyisége stb.), ezen kívül folklórbemutatók, úszóversenyek és egyéb sport- és kulturális rendezvények kerülnek megrendezésre. A rendezvény a vidék hagyományainak megőrzését, azaz a mrkonjići kaszások, a „varcarka” kaszások emlékének, szokásainak, megőrzését és ápolását szolgálja.

## Sport

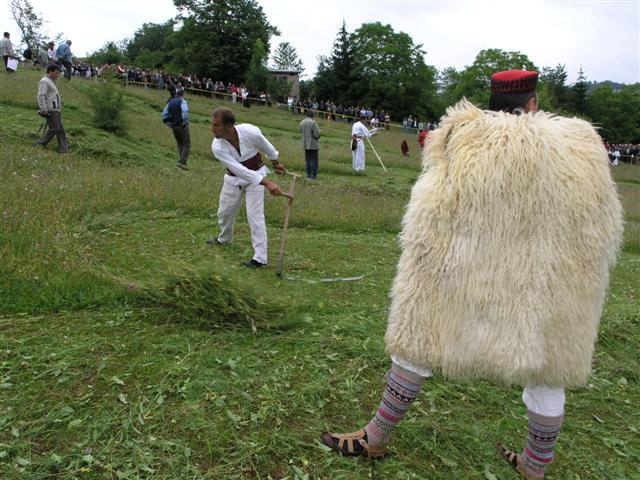
A Kosidba napok kaszásversenye

A település területén több sportklub is működik: 
- a „Sloboda” futballklub, amely a Szerb Köztársaság első ligában játszik,[35]
- a „Mladost” kosárlabdaklub, amely a bosznia-hercegovinai Premier League-ben játszik[36]
- „Balkan MP” férfi röplabdaklub, valamint a női röplabdaklub, mely a Szerb Köztársaság második ligában játszik,
- „Mimoza” asztalitenisz klub[37]
- „An Pasan” sakk-klub[38]
- „Vidik” hegymászóklub[39]

2006. december 12-én új sportcsarnok nyílt meg a városban.

## Egészségügy

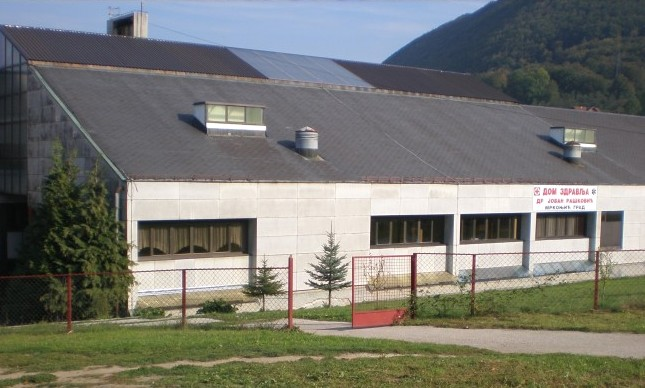
Az Egészségügyi Központ épülete

A „Dr. Jovan Rašković” Egészségügyi Központ egy központi egészségügyi intézmény, amely mintegy 100 egészségügyi dolgozót foglalkoztat. Baracija, Podrasnjica, Baljvina és Bjelajac területén körzeti rendelők találhatók. Ezen kívül van néhány magán rendelő, klinika és laboratórium. Az Egészségügyi Központban szerveződik a lakosság alap- és másodlagos egészségügyi ellátása, valamint egyes szakterületeken a konzultatív-szakorvosi ellátás.

## Nevezetességei
A középkori építészet egyik leghíresebb épülete ebben a régióban a Krzlar-aga mecset volt. 1591 és 1595 között épült, majd 1873-ban építették be Ali pasa szarajevói mecsetjének mintájára. 200-300 kg tömegű nagy szőnyeget hoztak hozzá Konstantinápolyból. Az 1878-as rablás során osztrák-magyar katonák négy részre vágták, amelyek közül az egyiket a mai napig a Bécsi Művészeti Múzeumban őrzik. A mecsetben Krzlar-aga könyvtárat alapított, ahol körülbelül 50 régi könyvet és kéziratot őriztek, amíg le nem bontották. A mecsetet 1992. november 12-én rombolta le a szerb hadsereg. Ennek a vallási épületnek a helyét és építészeti együttesének maradványait 2005 májusában Bosznia-Hercegovina nemzeti műemlékévé nyilvánították, de korábban állami védelem alatt állt, és az 1951-es határozatokkal bejegyezték az Ingatlan kulturális emlékek nyilvántartásába. A Hamidija mecset Rika településen található. Helyén 1992-ig egy 1906-ban épült mecset állt (bár vannak információk, hogy több mint 250 éve létezett egy mecset a felújítása 2003 júniusában kezdődött. A felújított létesítmény hivatalosan 2007. július 29-én nyílt meg). Korábban, 2003 márciusában a mecset helyszínét és építészeti komplexumának maradványait Bosznia-Hercegovina nemzeti emlékművévé nyilvánították.

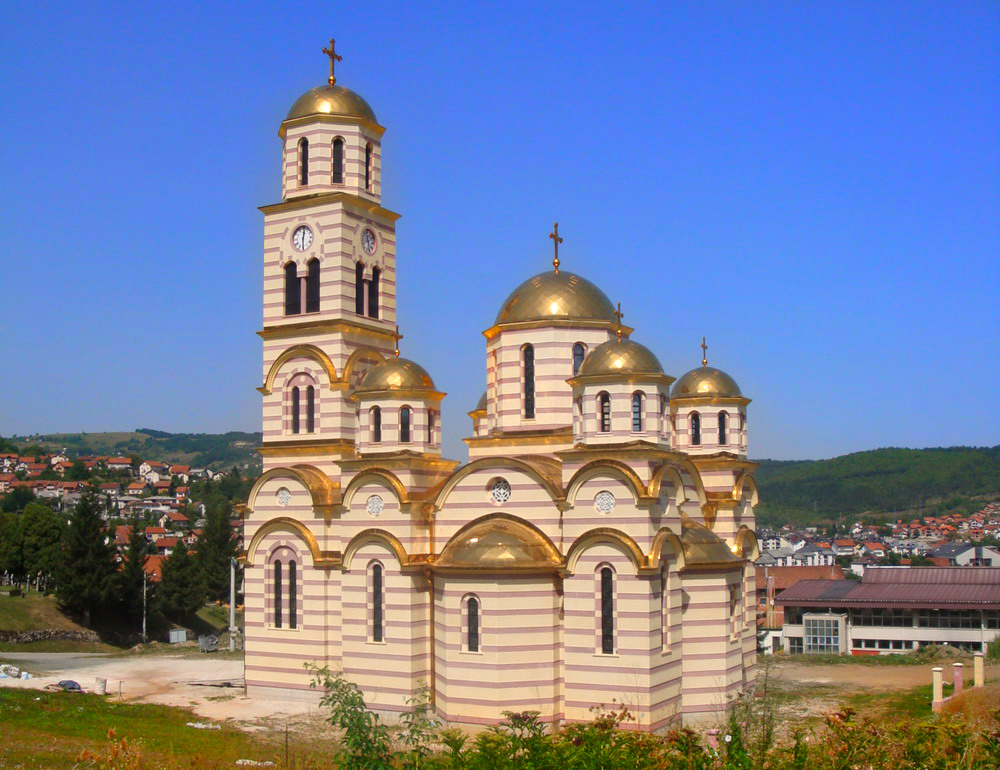
A Szent Száva pravoszláv templom

A község területének legrégebbi ortodox temploma a 18. századból származik, és Gerzovoban található. A Szűz Mária születése plébániatemplom 1892-ben épült a városban, az 1883-ban tűzvészben leégett egykori fatemplom helyén. A templom mellett található a plébániaház és a gyülekezeti terem. A horvát hadsereg 1995 októberében megrongálta és kifosztotta ezeket az épületeket, valamint más ortodox egyházi épületeket a község területén.
A katolikus templom 1881-1883 között épült, a tornyot 1889-ben emelték. A Mrkonjić Grad-i plébániát 1821. május 18-án alapította Avgustin Miletić. A plébániát 1899-ig a ferencesek vezették, majd az egyházmegyei papok vették át a vezetést. A plébániának 1845-től 1890-ig káplánja is volt. A szerb hadsereg tagjai által 1992-ben felgyújtott tűzben jelentős mértékben megsérült. A lakosság visszatérése után a templomot fokozatosan feljavították, végül 2007 májusában sikerült helyreállítani a harangtornyot. Felújították hét egykori városi lelkész, Liskovica és Majdan sírját is.

## Fordítás
- Ez a szócikk részben vagy egészben  a(z)   Мркоњић Град című szerb Wikipédia-szócikk ezen változatának fordításán alapul.  Az eredeti cikk szerkesztőit annak laptörténete sorolja fel. Ez a jelzés csupán a megfogalmazás eredetét és a szerzői jogokat jelzi, nem szolgál a cikkben szereplő információk forrásmegjelöléseként.